# Cantone di Villeneuve
Il Cantone di Villeneuve era una divisione amministrativa dell'arrondissement di Villefranche-de-Rouergue.
A seguito della riforma approvata con decreto del 21 febbraio 2014, che ha avuto attuazione dopo le elezioni dipartimentali del 2015, è stato soppresso.

## Composizione
Comprendeva i comuni di:
- Ambeyrac
- La Capelle-Balaguier
- Montsalès
- Ols-et-Rinhodes
- Sainte-Croix
- Saint-Igest
- Saint-Rémy
- Salvagnac-Cajarc
- Saujac
- Villeneuve